# Mafunzo FC
El Mafunzo FC es un equipo de fútbol de Zanzíbar (Tanzania) que participa en la Primera División de Zanzíbar, la liga mayor de fútbol de Zanzíbar.

## Historia
Son de la localidad de Unguja, aunque juegan en la ciudad capital y han ganado el título de liga en 2 ocasiones.
A nivel internacional han participado en 4 torneos continentales, en los cuales no ha podido avanzar de ronda.

## Palmarés
- Primera División de Zanzíbar: 3

2009, 2011, 2015
- Copa Mapinduzi: 1

2005
- Copa FA de Zanzíbar: 1

2021

## Participación en competiciones de la CAF
| Temporada | Torneo                       | Ronda      | Club           | Casa | Visita | Global |
| --------- | ---------------------------- | ---------- | -------------- | ---- | ------ | ------ |
| 2010      | Liga de Campeones de la CAF  | Preliminar | Gunners FC     | 1-2  | 0-4    | 1-6    |
| 2012      | Liga de Campeones de la CAF  | Preliminar | Liga Muçulmana | 0-3  | 0-2    | 0-5    |
| 2015      | Liga de Campeones de la CAF  | Preliminar | AS Vita Club   | 0-3  | 0-1    | 0-4    |
| 2021/22   | Copa Confederación de la CAF | 1          | Interclube     | 0-1  | 0-3    | 0-4    |